# La più bella avventura di Lassie
La più bella avventura di Lassie è un film statunitense del 1978 diretto dal regista Don Chaffey.

## Trama
Jamison, un proprietario terriero, vuole ampliare la sua tenuta acquistando la vigna della famiglia Mitchell. Il nonno Clovis, accompagnato dai due nipoti, rifiuta l'offerta e Jamison si vendica producendo un documento falso che lo certifica come proprietario di Lassie, il collie dei Mitchell. Nonostante le proteste del giovane Chris, il cane viene portato via in vacanza da Jamison. Ma la distanza non riuscirà a tenere lontano il cane dai suoi veri padroni, così Lassie fugge e con varie peripezie ed avventure torna a casa.